# 隔離 (醫療)

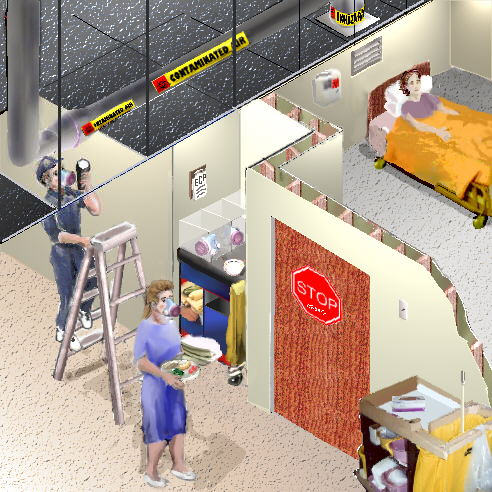
美國職業安全與衛生管理局的结核病房示意插图，展示了醫院感染预防和控制及隔離的几类方法：工程控制（獨立空气管道）、個人防護設備（N95口罩）、警示语及标识（进入受控）、專用垃圾處理容器和更強的內務管理措施。

隔离（英語：isolation）是指为了达到感染控制的目的，即为了预防感染性疾病由患者身上传播给其他患者、医护人员、访客，或是从其他人传染给病患（逆向隔离），而采取的将患者完全隔绝或调整其与人员接触方式的措施。隔離最常用在病患已確診患有可以人传人的傳染性疾病的情况，但在一些情况下，出于流行病学筛查等目的，没有确诊的人员也可能会被隔离。隔离通常在醫療保健設施或具备一定医疗条件的设施中进行，但也有在家中进行的情况。

## 概念
隔離（Isolation）不應與隔離檢疫（Quarantine）或生物隔離（Biocontainment）混淆。隔離檢疫是對可能接觸傳染性微生物的個人或團體進行的活動性活動的強制性隔離和限制，以防在發生感染時進一步感染。 生物隔離是指微生物實驗室中的實驗室生物安全性，其中高致病性生物的物理遏制（BSL-3，BSL-4）是通過內置的工程控制來實現的。

## 措施
在不同種類的隔離中，通常會有對應的特殊用具。最常見的有個人防護設備（無塵室服、外科口罩及医用手套）、工程控制（正壓病房、負壓病房、層流氣流設備以及各種機械及結構的屏障）。專用的隔離病房可能是在醫院興建時就蓋好，或是在流行病緊急情況下，臨時規劃架設隔離病房。
將隔離應用於社區或地理區域時，被稱為防疫警戒線（Cordon sanitaire）。為了保護居民免受傳染病的侵害，對社區進行反向隔離被稱為保護性隔離。

## 等级
在美国疾病控制与预防中心（CDC）修訂並且定期檢視的系統中，有許多不同的隔離級別。

## 类型

### 按隔离地点划分
按照隔离地点划分，隔离可以分为居家隔离、隔离点集中隔离和定点医院隔离，被感染风险较大但未检测出阳性或未确诊的患者通常被采取居家隔离或集中隔离的方式，被检测出阳性或确诊患者通常被采用定点医院隔离的方式。
以“新十条”发布之前2019冠状病毒病中国大陆疫情中政府的应对方式为例，以上三种隔离方式通常为强制进行，违反对应的隔离规定涉嫌违法，可能会被政府行政拘留等措施。被采取居家隔离措施的人员通常需要被隔离7或14天，隔离期间会在住所大门上贴封条以限制外出，并定期进行体温上报和核酸检测；而集中隔离也采用类似措施，但是在定点酒店等地点集中进行。

## 外部連結
- Chart showing recommendations for various forms of isolation